# Rapunzel

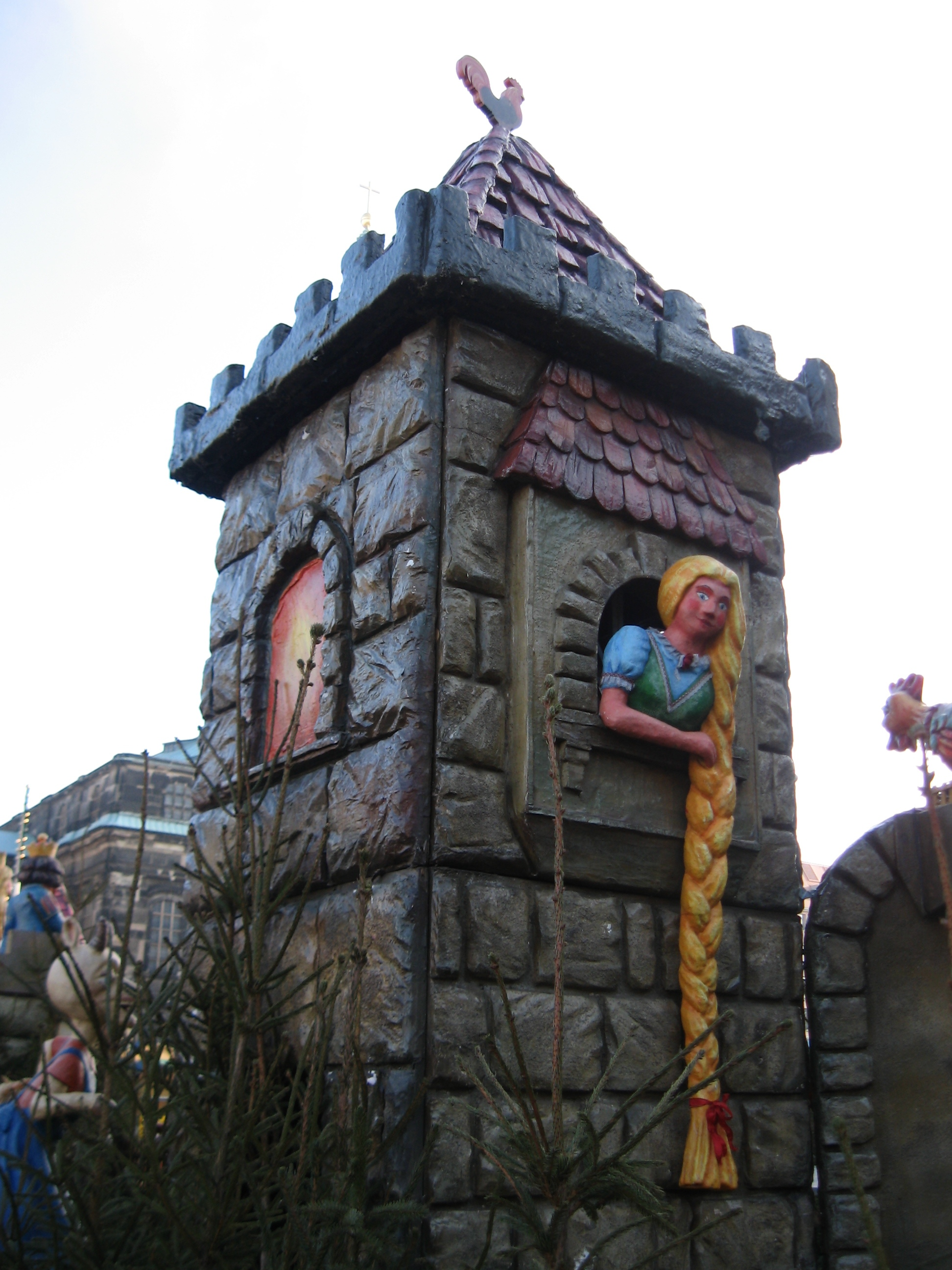
Rapunzel.

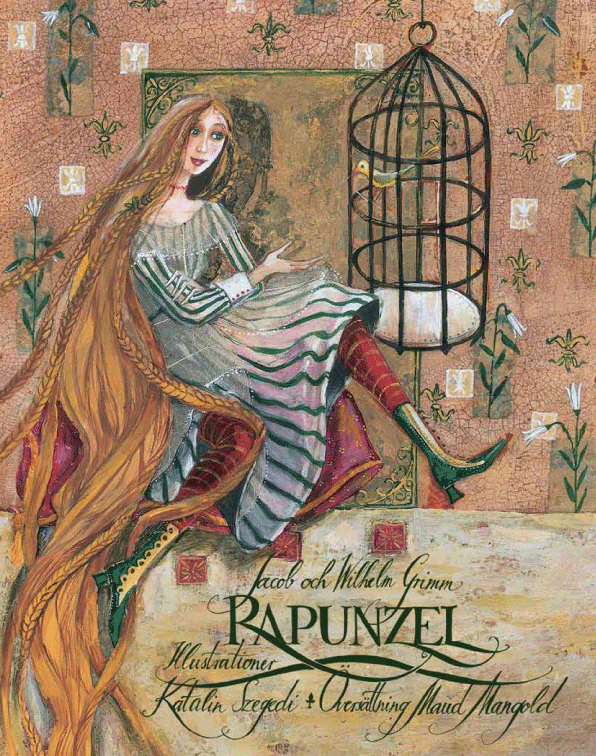
Omslag till bokutgåva.

Rapunzel är en tysk folksaga, nedtecknad 1812 av bröderna Grimm och utgiven 1857.

## Handling
Det var en gång en man och en hustru, vilka sedan länge, förgäves hade önskat sig ett barn. Bredvid deras hus fanns en trädgård med blommor och örter och ingen vågade gå dit in, för den tillhörde en trollpacka, som var fruktad av hela världen. Hustrun fick se en ört i trädgården, som såg så frisk och grön ut. Eftersom hon visste att hon inte kunde få den blev hon sjuk av längtan efter den. För att bota henne tog mannen örten från trädgården men blev ertappad av trollpackan. Hon tillät mannen att ta med sig så mycket örter han ville, men satte upp ett villkor att mannen måste ge henne det barn, som  hustrun föder till världen och mannen samtyckte i sin ångest till allt. Hustrun blev frisk och fick därefter en dotter. Då infann sig genast trollpackan, gav barnet namnet Rapunzel efter örten och förde med sig det bort.
Rapunzel blev instängd i ett högt torn som inte hade någon dörr utan bara ett enda fönster högt ovan marken. Varje gång trollpackan ville komma upp till Rapunzel sade hon "Rapunzel här jag står, släpp ner ditt långa hår". Det kom sig av att Rapunzel hade väldigt långt hår, och detta släppte hon ner till trollpackan som då med dess hjälp klättrade upp. 
Konungens son råkade komma förbi tornet och hörde Rapunzel sjunga och hörde även vad trollpackan sade för att komma upp i tornet. Följande dag fick han Rapunzel att släppa ned håret och klättrade upp. Prinsen friade till Rapunzel och hon sade 'ja'. De träffades åter många gånger och planerade att ta Rapunzel bort från tornet. Rapunzel försade sig dock så att trollpackan fick reda på planerna. I sin vrede klippte hon av Rapunzels flätor och förde henne ut i vildmarken, där hon måste leva i stor jämmer och nöd.
När prinsen så kom nästa gång blev han överraskad av att se trollpackan som väntade på honom och att Rapunzel var borta. Han blev utom sig av sorg och i sin förtvivlan hoppade han ner från tornet. Han överlevde fallet men fick ögonen utstuckna av törnar. 
Flera år senare fann han Rapunzel som levde i nöd med tvillingarna som hon hade fött. Hon föll honom om halsen och grät, men två av hennes tårar föll på hans ögon, och då blev de åter klara, och han kunde se med dem som förut. Han förde henne till sitt rike, där hon blev emottagen med glädje, och de levde länge lyckliga och förnöjda.

## Filmatiseringar
Walt Disney Pictures gav år 2010 ut den animerade filmen Trassel som baseras på den här sagan.
Rapunzel eller Tårarnas magi är en tysk film från 1988, regisserad av Ursula Schmenger.

## Källhänvisningar
1. ↑   Rapunzel i Nationalencyklopedins nätupplaga. Läst 16 februari 2015.